# Business English Certificate
Business English Certificate (BEC) – jeden z angielskich certyfikatów językowych, z naciskiem na umiejętność posługiwania się językiem angielskim w sytuacjach biznesowych, wydawany przez University of Cambridge Local Examinations Syndicate, w Polsce przeprowadzany przez British Council.
BEC dzieli się na trzy stopnie zaawansowania: Preliminary, który odpowiada poziomowi egzaminu Preliminary English Test, Vantage - poziom First Certificate in English, i Higher - odpowiada Certificate in Advanced English. BEC nie jest jeszcze bardzo rozpowszechniony, ale już dziś wiele firm polskich i zagranicznych bierze go pod uwagę podczas rekrutacji pracowników. Część brytyjskich uniwersytetów uznaje BEC Higher za warunek przyjęcia zagranicznych studentów na kierunki ekonomiczne.

## Czas trwania poszczególnych części
|                     | BEC Preliminary | BEC Vantage | BEC Higher  |
| ------------------- | --------------- | ----------- | ----------- |
| Reading czytanie    | 1 h 30 min.     | 1 h         | 1 h         |
| Writing pisanie     | 1 h 30 min.     | 45 min.     | 1 h 10 min. |
| Listening słuchanie | 40 min.         | 40 min.     | 40 min.     |
| Speaking mówienie   | 12 min.         | 14 min.     | 16 min.     |

## Wyniki egzaminu
| BEC Preliminary | BEC Preliminary | BEC Preliminary |           | BEC Vantage/BEC Higher | BEC Vantage/BEC Higher | BEC Vantage/BEC Higher |
| ocena           | ocena           | wynik           | ocena     | ocena                  | wynik                  |                        |
| --------------- | --------------- | --------------- | --------- | ---------------------- | ---------------------- | ---------------------- |
| pozytywna       | Pass with Merit | ≥80%            | pozytywna | A                      | ≥80%                   |                        |
| pozytywna       | Pass            | 65-79%          | pozytywna | B                      | 75-79%                 |                        |
| negatywna       | Narrow Fail     | 60-64%          | pozytywna | C                      | 60-74%                 |                        |
| negatywna       | Fail            | ≤59%            | negatywna | D                      | 55-59%                 |                        |
|                 |                 |                 | negatywna | E                      | ≤54%                   |                        |